# 櫻田政人
櫻田 政人（さくらだ まさと、7月5日）は、日本の作曲家・ギタリスト。HR/HMバンドJUNXIONのギタリスト兼リーダー。「Marsha☆（マーシャ☆）」と呼ばれる。岩手県雫石町出身。

## 略歴
1999年　JUNCTION結成。当初はポップ・ロックバンドとして活動を開始。
2000年　メンバーチェンジを機に正統派HR/HMバンドとして再始動。
2001年　ファンキー末吉のHPで「引越し手伝い募集」を発見し、当時のメンバー全員で引越しの手伝いに行ったのがきっかけでファンキー末吉との交流が始まる。以後、X.Y.Z.→Aのスタッフを経験。JUNCTIONからJUNXIONに改名。
2002年　GENKI SESSION 2002-夏休みだよ!全員集合!!-（2002年8月29日／吉祥寺 STAR PINE'S CAFE）にゲストギタリストとして参加。出演／人見元基（Vo）、難波弘之（Key）、大谷令文（G）、湯川トーベン（Ba）、高橋ロジャー和久（Dr）
2003年　JUNXIONデビュー。同年8月にはX.Y.Z.→Aとの東北4県ジョイントツアー「X.Y.Z.→A with  JUNXION」を敢行。
2004年　北京にて、零點楽隊のアルバム「風雷動」のレコーディングに参加。その時の様子は「ファンキー末吉とその仲間達のひとり言」第103号に書かれている。
その後、数度のメンバーチェンジを経て、現在VoとDrはサポート参加で活動している。

## 人物
エモーショナルで尚且つ日本人離れしたギターテクニックを兼ね備えている。2003年4月号のYOUNG GUITARにも書かれているように、彼のギターテクニックの中でも特に注目したいのはタッピング奏法である。ジョージ・リンチ、スタンリー・ジョーダン、高崎晃などから影響を受け、自分なりにアレンジしたという、指板上をピアノのように縦横無尽に駆け巡る両手の逆手タッピングは彼の真骨頂プレイである。JUNXIONのデビュー・アルバム「PROUD」の（M1）YES MASTER、（M8）EXCITE LIFEにはこの両手の逆手タッピングが多く使われている。曲中のソロプレイは構築されたコダワリのものが多い。ネオ・クラシカルなタイプとは違って、HR/HMのトラディショナルな部分を守りたいと誌面で語っている。
ESPのギターを愛用（櫻田政人オリジナルモデル、George LynchモデルのKAMIKAZE-ⅢとSKULLS&SNAKESを所持）。ジョージ・リンチの熱狂的ファンで、彼の来日時に、所持しているGeorge Lynchモデルにサインをしてもらい、宝物にしている。

## 主な使用機材
ギター
- イーエスピー
  - 櫻田政人オリジナルモデル
  - KAMIKAZE-Ⅲ／George Lynchモデル
  - SKULLS&SNAKES／George Lynchモデル
- オベーション

アンプ
- マーシャル
  - JCM900
  - JCM2000

エフェクター
- BOSS（マルチ・エフェクター）：ME-X
- BOSS（コンパクト・エフェクター）：SD-1、EH-2
- MAXON（コンパクト・エフェクター）：ST-9
- MAGIC☆DRIVE（マルチ・オーバードライブ）／企業との提携により櫻田本人のプロデュースで製作されたオリジナル歪エフェクター

## ディスコグラフィー
1. EXCITE LIFE （2001年 JUNCTION名義の自主制作ミニアルバム）
2. EXCITE LIFE-ADVANCE（2001年 JUNCTION名義の自主制作ミニアルバム）
3. PROUD （2003年2月26日）
4. 風雷動（零點楽隊／2005年）